# Bob Anderson
Robert Anderson (ur. 19 maja 1931 w Hendon, zm. 14 sierpnia 1967 w Northampton) – brytyjski kierowca Formuły 1.
W latach 1963–1967 wystartował w 13 wyścigach. Raz znalazł się na podium (Austria, 1964). Jeździł w barwach zespołu Brabham. Podczas deszczowego treningu na Silverstone w 1967 nie opanował bolidu na mokrej nawierzchni i wypadł z toru rozbijając bolid. Nieprzytomnego kierowcę przewieziono do szpitala w Northampton, gdzie zmarł.